# Скрибония (съпруга на Секст Помпей)
Вижте пояснителната страница за други личности с името Скрибония.
Скрибония (на латински: Scribonia) е знатна римлянка от 1 век пр.н.е.

## Произход
Дъщеря е на Луций Скрибоний Либон (консул 34 пр.н.е.) и на жена от рода Сулпиции. Внучка е на Луций Скрибоний Либон (претор 80 пр.н.е.) и Сенция. Племеница е на Скрибония, втората съпруга на римския император Октавиан Август, която е сестра на баща ѝ. Вероятно е сестра или братовчедка на Луций Скрибоний Либон (консул 16 г.) и Марк Скрибоний Либон Друз, който 16 г. е обвинен в заговор против Тиберий. Баща ѝ е роднина с фамилията на император Галба.

## Фамилия
Скрибония се омъжва за политика и генерал Секст Помпей (* 67 – † 35 пр.н.е.). Той е син на Помпей Велики и Муция Терция и неин далечен роднина. Двамата имат дъщеря Помпея Магна, която през 39 пр.н.е. e сгодена от баща ѝ по време на мирния договор в Мизенум за още малкият Марк Клавдий Марцел, племенник на Октавиан Август и син на Октавия Младша и Гай Клавдий Марцел Младши.